# Zbrodnie w Świszczowie
Zbrodnie w Świszczowie - zbrodnie na polskich mieszkańcach Świszczowa popełnione przez bojowników UPA w czasie serii napadów na tę miejscowość. 

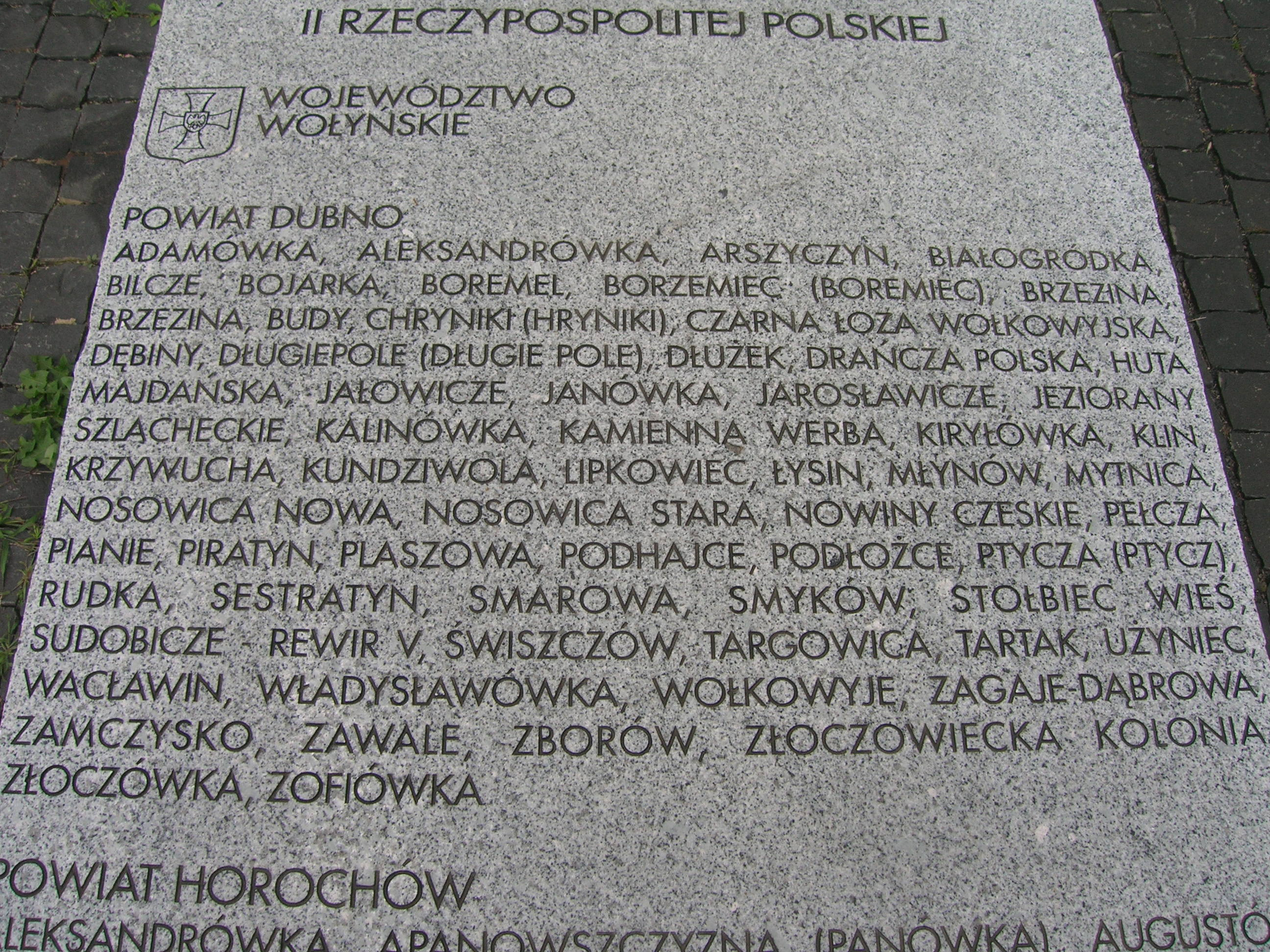
Tablica Pomnika ofiar zbrodni dokonanej na obywatelach polskich przez OUN-UPA wymieniająca Świszczów

Świszczów był wsią zamieszkaną w większości przez Ukraińców, ale mieszkali tam również Polacy i Czesi. Według wspomnień zgromadzonych przez Władysława i Ewę Siemaszków, do pojedynczych aktów agresji ze strony ukraińskiej (np. śpiewanie piosenek antypolskich) dochodziło już na początku 1943 roku. W marcu tego roku doszło do pierwszej napaści na Polaków, której ofiarą padł kierownik wiejskiej szkoły. W ciągu kilku kolejnych ataków na pojedyncze polskie gospodarstwa zginęły następne dwie osoby. 
Do największego napadu doszło 23 lub 28 czerwca tego samego roku, kiedy grupa upowców pochodzących ze Świszczowa wjechała do centrum wsi na wozach i zaczęła strzelać do przypadkowo napotkanych Polaków, zabijając kilkanaście osób. Pozostali polscy mieszkańcy wsi rzucili się do ucieczki, w czasie której pomagali im starsi Ukraińcy zamieszkali w Świszczowie.
Jeszcze w październiku lub listopadzie 1943, po odparciu ataku UPA na Ledochówkę, wycofujący się oddział UPA spalił domy należące wcześniej do Polaków ze Świszczowa.